# دورن (شهر اتریش)
دورن (به آلمانی: Doren) یک منطقهٔ مسکونی در اتریش است که در ناحیه برگنتس واقع شده‌است. دورن ۱۴٫۱۷ کیلومتر مربع مساحت دارد ۷۱۱ متر بالاتر از سطح دریا واقع شده‌است.